# Алкева
Алкева (порт.  Alqueva) — фрегезия (район) в муниципалитете Портел округа Эвора в Португалии. Территория – 79,20 км². Население – 449 жителей. Плотность населения – 5,7 чел./км².